# Awraham Kalfon
Awraham Kalfon (hebr.: אברהם כלפון, ang.: Avraham Kalfon, ur. 16 grudnia 1900 w Tyberiadzie, zm. 4 lipca 1983) – izraelski polityk, w latach 1952–1955 poseł do Knesetu z listy Mapai.
W wyborach parlamentarnych w 1951 nie dostał się do izraelskiego parlamentu, jednak w drugim Knesecie zasiadł 25 czerwca 1952, po śmierci Eli’ezera Kaplana. Nigdy więcej nie zasiadał w Knesecie.